# كيوكو فوروهاشي
كيوكو فوروهاشي (باليابانية: 古橋 亨梧) (20 يناير 1995 في نارا في اليابان – )؛ هو لاعب كرة قدم كان يلعب كمهاجم.

## وصلات خارجية
- كيوكو فوروهاشي على موقع الاتحاد الأوربي (الإنجليزية)
- كيوكو فوروهاشي على موقع رابطة كرة القدم اليابانية للمحترفين (اليابانية)
- كيوكو فوروهاشي على موقع إي إس بي إن إف سي (الإنجليزية)
- كيوكو فوروهاشي على موقع قاعدة بيانات كرة القدم.إي يو (الإنجليزية)
- كيوكو فوروهاشي على موقع ليكيب (الفرنسية)
- كيوكو فوروهاشي على موقع ناشيونال فوتبول تيمز (الإنجليزية)
- كيوكو فوروهاشي على موقع Soccerbase.com (لاعب) (الإنجليزية)
- كيوكو فوروهاشي على موقع Soccerway.com (الإنجليزية)
- كيوكو فوروهاشي على موقع عالم كرة القدم.نت (الإنجليزية)